# Christian Ernst August Gröbel
Christian Ernst August Gröbel (* 22. Dezember 1783 in Flemmingen bei Naumburg (Saale); † 24. Juni 1854 in Dresden, Königreich Sachsen) war ein deutscher Klassischer Philologe und Gymnasiallehrer. Er war 32 Jahre lang, von 1816 bis 1848, Rektor der Dresdener Kreuzschule.

## Leben
Gröbels Vater war Pfarrer Christian Ernst Gröbel, der von 1761 an bis zu seinem Tod über 45 Jahre die Pfarrstelle in Flemmingen innehatte. Er unterrichtete seinen Sohn, bis dieser im November 1797 nach Schulpforta kam. Anschließend studierte der Pfarrerssohn von Ostern 1803 bis Weihnachten 1807 Theologie und Philologie an der Universität Leipzig, unter anderem bei Gottfried Hermann. Auf Empfehlung des bereits zum Ende seiner Schulzeit tätigen Rektors Karl David Ilgen kehrte er im Januar 1808 als Collaborator (Hilfslehrer) nach Schulpforta zurück. Im Jahr 1809 wurde er als Konrektor an das Lyceum nach Annaberg und 1811 in gleicher Position an das Görlitzer Gymnasium versetzt. Dort unterrichtete er auch Französisch.
Der Dresdner Stadtrat übertrug ihm 1814 die Stelle des Konrektors und im Oktober 1816 – nach Christian Heinrich Pauflers Tod – das Rektorat der Kreuzschule, die er aus dem Schatten des Kreuzchors heraus und zu neuer Blüte führte. Während seiner Amtsführung bis Oktober 1848 hat er 2884 Schüler in die Kreuzschule aufgenommen.
Ihn zu Ehren benannte die Stadt Dresden 1904 in seinem 50. Todesjahr die Schulstraße des im Jahr zuvor eingemeindeten Ortes Löbtau in Gröbelstraße um.

## Werke
Bereits in seiner Görlitzer Zeit verfasste Gröbel in wissenschaftlicher Tätigkeit seine Neue praktische Anleitung zum Übersetzen aus dem Deutschen ins Lateinische, die er in Dresden wiederholt verbesserte, sodass von 1813 bis 1854 insgesamt 15 Auflagen erschienen. Er hatte sie dem Kreuzschullehrer Louis Franz Götz übertragen, der 1867 die 19. Auflage veröffentlichte. Das Buch fand insbesondere in sächsischen Schulen rege Verwendung.
Ein praktisch-grammatisches Elementarbuch der lateinischen Sprache folgte 1840.
Des Weiteren veröffentlichte er 1819 bis 1833 diverse gelehrte Programme (Observationum in scriptores Romanos classicos spec. I bis XIII) sowie Editionis Horatii a Christ. D. Jani coeptae absolvendae spec. 1 bis 4 (1832–1845).